# Max Fürbringer
Max Carl Anton Fürbringer (*30 de enero de 1846-6 de marzo de 1920) fue un anatomista alemán.
Estudió con Carl Gegenbaur, y publicó sus estudios de anatomía comparada en Untersuchungen zur Morphologie und Systematik der Vögel, 1888.
Describió el orden Podicipediformes.

## Obra
- Die Knochen und Muskeln der Extremitäten bei den schlangenähnlichen Sauriern 1870.
- ' 'Untersuchungen zur Morphologie und Systematik der Vögel (2 Bände) 1888.
- Zur Entwicklung der Amphibienniere 1877.
- Über die occipitalen Nerven d. Selachier und Holocephalen und ihre vergleichende Morphologie en der Festschrift für Carl Gegenbaur III, 1897, S. 351-768.
- Zur Systematik und Genealogie der Reptilien Beitrag 1900.
- Zur Frage der Abstammung der Säugetiere 1904.
- Die spino-occipitalen Nerven.
- Zur vergleichenden Anatomie der Schultermuskeln und des Brustschulterapparates (fünf Bände).
- Morphologische Streitfragen.

## Abreviatura (zoología)
La abreviatura Fürbringer  se emplea para indicar a Max Fürbringer como autoridad en la descripción y taxonomía en zoología.